# مارسيلو غوميز
مارسيلو غوميز (بالإسبانية: Marcelo Gómez)‏ (8 ديسمبر 1970 ببوينس آيرس في الأرجنتين - ) هو لاعب كرة قدم أرجنتيني في مركز الوسط. شارك مع منتخب الأرجنتين لكرة القدم. أما مع النوادي، فقد لعب مع جيمناسيا لابلاتا وريفر بليت وفيليز سارسفيلد ونادي الاتحاد وهوراكان ونادي ألاجولينسي.

## وصلات خارجية
- مارسيلو غوميز على موقع الاتحاد الأوربي (الإنجليزية)
- مارسيلو غوميز على موقع قاعدة بيانات كرة القدم.إي يو (الإنجليزية)
- مارسيلو غوميز على موقع ناشيونال فوتبول تيمز (الإنجليزية)
- مارسيلو غوميز على موقع عالم كرة القدم.نت (الإنجليزية)